# Charles Édouard Brown-Séquard
Charles Édouard Brown-Séquard, född 8 april 1819 och död 2 april 1894, var en fransk fysiolog.
Brown-Séquard föddes på Mauritius, som son till en amerikansk far och en fransk mor. Han kom vid tjugo års ålder till Frankrike, där han studerade medicin i Paris. Han blev professor i fysiologi i Virginia, USA 1852, och återvände därefter till Paris och upprättade där ett privat fysiologiskt laboratorium 1878 blev han professor i fysiologi vid Collège de France. Bland Brown-Séquards vetenskapliga insatser märks experimentella och kliniska undersökningar av epilepsi och av körtlar med inre sekretion. Mest känd är Brown-Séquard som upptäckare av könskörtlarna.